# Gerechtsbode
Een gerechtsbode of rechtbankbode is iemand die zorg draagt voor orde en structuur met betrekking tot een rechtszitting.
Een rechtbankbode ontvangt en begeleidt bezoekers, houdt bij of alle genodigden aanwezig zijn, onderhoudt contact met eventueel aanwezige pers, tolken enzovoorts, brengt post- en dossierstukken rond, roept een zaak uit als deze begint, en regelt allerlei facilitaire zaken zoals verlichting, geluidsinstallatie en audiovisuele media. Bij ordeverstoring kan de bode de parketpolitie inroepen.
Een taak waarmee de rechtbankbode in het oog springt, is als deze bij de aanvang van een rechtszitting luid roept: "De rechtbank!", waarop aanwezigen in de zaal geacht worden op te staan waarna de rechter(s), officier van justitie en griffier binnenkomen en de zitting begint.